# Сасен фанати
Сасен-фанати або сасени (кор. 사생팬, sasaengpaen) — південнокорейський неологізм для одержимого фаната, який діє таким чином, що вторгається в приватне життя корейських ідолів, акторів чи інших публічних діячів індустрії розваг. Діяльність цих осіб може становити загрозу, вони часто вдають до протизаконних діянь заради своєї мети. Однією з найпомітніших таких видів діяльності є переслідування. Термін «sasaeng» походить від корейських слів «sa» (кор. 사, 私), яке означає укр. «приватний» і «saeng» (кор. 생, 生), яке означає укр. «життя», що стосується втручання фанатів у приватне життя знаменитостей.
Згідно з оцінками корейських ЗМІ, популярні корейські знаменитості можуть мати «від 500 до 1000 сасен-фанатів», і за ними щодня активно стежать близько 100 сасен-фанатів. Сасени часто описуються як жінки у віці від 13 до 22 років, яких спонукають до вчинення дій, що в деяких випадках можуть бути прирівняні до кримінальних злочинів, щоб привернути до себе увагу знаменитостей. Приклади таких дій включають пошуки знаменитостей у їхніх гуртожитках чи будинках, поширення чуток, викрадення їхніх особистих речей або інформації, переслідування членів сім'ї та надсилання подарунків ідолам, наприклад, нижньої білизни. Внаслідок присутності сасенів у соціальних мережах формується упереджене ставлення до фанатів K-pop, з хибним уявленням про те, що весь фандом демонструє таку ж поведінку сталкера, як і сасени.

## Історія
Незважаючи на те, що термін сасен було введено набагато пізніше, нав'язлива, підривна поведінка фанатів, яку він позначає, з'явилася разом із появою K-pop-гуртів і «фандомів» у 1990-х роках, як зазначала місцева англомовна газета Korea JoongAng Daily у 2001 році. Зі стрімким розвитком корейської індустрії популярної культури та поширенням корейської хвилі на міжнародному рівні в 2000-х роках і в останні десятиліття, екстремальна та руйнівна поведінка фанатів щодо корейських ідолів і знаменитостей також спостерігається за кордоном.

## Мотиви
Багатьма сасенами керує бажання отримати визнання своїх кумирів і виділитися серед інших шанувальників. Один опитаний сасен-фанат дав пояснення такій нав'язливій поведінці:
Я відчуваю, що дізнаюся більше про кумира, якого люблю, і стаю ближчим до нього. Якщо я піду на концерт, там будуть тисячі людей, тож кумир не знатиме, хто я. Але якщо я стану сасеном, він впізнає мене. Якщо я буду казати йому: «Я такий-то і такий-то. Я бачив вас у цьому місці раніше. Я такий-то», вони почнуть звертати на мене увагу і питати: «Ти знову сьогодні прийшов?». Для сасен фанатів бути впізнаваними кумирами — це добре.
Ця потреба в індивідуальному визнанні з боку кумирів стала причиною деяких видатних виступів сасенів. Фізичне насильство — це один із сприйнятих способів запам'ятовування. У 2012 році сасен-фанатка, як повідомляється, вдарила Ючона з чоловічого гурту JYJ по обличчю, виправдовуючись тим, що кумир обов'язково запам'ятає її відтоді.
У той час як сасени створили мережу, щоб допомогти поширювати та обмінюватися інформацією, їхня діяльність також є індивідуальною, включаючи маскування під сценічного робітника чи менеджера, щоб підійти до зірки, або прикидатися репортерами, щоб потрапити на прес-конференцію. Той сасен, який може наблизитися до ідола ближче всього, або хто може отримати приватну інформацію, якої ніхто інший не має, користується більшою повагою серед інших сасенів.

### Сасени проти хейтерів
Хейтери відрізняються від сасен-фанатів тим, що їхня головна мета — побачити остаточний провал певних ідолів або гуртів. У 2006 році учасник TVXQ Юнхо був доставлений до лікарні після того, як прийняв напій, приправлений клеєм, від шанувальника. Підозрюваний у цій справі також передав Юнхо листа з критикою TVXQ і, здавалося б, погрозами гурту в цілому, і зізнався, що є хейтером TVXQ.
Хоча обидві сторони залучені до діяльності, що завдає шкоди ідолам і гуртам, сасени мотивовані ідеєю визнання з боку ідолів, а не бажанням висміяти та перешкоджати успіху свого кумира.

### Стен-фанати
Стен є надмірно пристрасним фанатом і прихильником знаменитості, телешоу, гурту, музичного виконавця, фільму чи серіалу. Об'єкта прихильності стана часто називають «біасом» (або «любимцем», «фаворитом»). Цей термін часто використовувався для опису відданих шанувальників, чий фанатизм відповідає суворості одержимого героя пісні. Іноді це слово описують як словоутворення від «сталкер» і «фанат», але це ніколи не було підтверджено. Стан-культуру критикують за токсичність і парасоціальні стосунки з зірками.

## Тактики
Сасени розробили різні методи отримання інформації про ідолів і сформували мережу сасенів для обміну інформацією та створення груп для виконання завдань. Було відмічено, що сасен фанати, які достатньо дорослі для роботи, намагатимуться влаштуватися на роботу в галузях, які наближають їх або до їхніх кумирів, або до інформації про них. Головними цілями можуть бути авіакомпанії, телефонні компанії та компанії кредитних карток. У 2017 році Brave Entertainment, агентство сольного виконавця Семюеля, звільнило двох співробітників за сасен-активність, яка включала стеження за іншими виконавцями та передачу особистої інформації про Семюеля.
Зростаюча популярність соціальних медіа зробила можливим продаж інформації про ідолів на платформах соціальних мереж, таких як Twitter, KakaoTalk і Instagram. Деякі сасени мають доступ до широкого спектру особистої інформації, яка може включати домашні адреси, номери мобільних телефонів, деталі рейсів, особисті облікові записи в соціальних мережах, номери рахунків кредитних карток, аудіозаписи та відео. Деякі продавці також пропонують продати методи, які вони використовують для отримання цієї інформації. Один продавець такої інформації написав у Twitter:
У мене є практично будь-яка інформація про ідолів. EXO, BTS, NCT, Wanna One, Produce 101 тощо. Аудіозаписи, Kakao Talk, номери телефонів, паспорти, Twitter [акаунти], гуртожитки, приватні акаунти Instagram та відео. Надішліть мені DM [пряме повідомлення].
Так зване «сасен-таксі» — це метод, який використовують сасени, щоб слідувати за айдолами на заплановані заходи чи особисті зустрічі. Такі таксі беруть в середньому 600 доларів на день і весь день будуть слідувати за ідолом або гуртом, перевищуючи швидкість і інші правила дорожнього руху. Водії таких таксі можуть чекати клієнтів біля закладів.
Такі методи, дорогі як з точки зору часу, так і грошей, призвели до того, що сасени пропускають або кидають школу, сплять в Інтернет-кафе або займаються проституцією, щоб покрити свої витрати, пов'язані з сасен-роботою.
У 2014 році 21-річну жінку затримали за продаж фальшивого товару гурту EXO. Більшість покупців так і не отримали своїх товарів, або пізніше виявили, що жінка продала їм товари, які вона орендувала. Вона зізналася, що накопичені нею приблизно 4,7 мільйона вон (близько 4 583 доларів США) були призначені для покриття витрат на уважне спостереження за EXO.

## ЗМІ
Засоби масової інформації розуміють, що сасени — це люди, які спочатку були «звичайними» фанатами, але потім присвятили своє особисте та соціальне життя прагненню виділитися чи наблизитися до кумира чи знаменитості. Зображення поведінки сасенів у засобах масової інформації часто викликає страх і стигматизацію вибірково представлених дій, які вважаються проблемними, включаючи пропуски занять у школі та ночівлю в інтернет-кафе, щоб зустрітися з кумирами.
Типові повідомлення ЗМІ про поведінку сасен-фанатів зосереджені на прикладах соціально деструктивної діяльності фанатів і включають критику з джерел, зокрема «пересічних» фанатів, представників індустрії та інших діячів, чий соціальний статус надає моральної ваги негативному висвітленню. Шанувальники K-pop часто швидко проводять відмінності між «нормальним» фандомом і поведінкою сасен-фаната. Характер сасенів часто представлений в соціальних мережах за допомогою термінів, які несуть негативний відтінок і виражають крайнощі, такі як «божевільний», «одержимий», «маніяк», «ненормальний», «неприємний», «антисоціальний», «психотичний», «нестабільний», «соціопатичний», «божевільний», «ворожий» і «тривожний».

## Приклади інцидентів

### TVXQ і JYJ
K-pop бой-бенди TVXQ і JYJ були особливими об'єктами уваги сасенів. Були повідомлення про те, що сасен-фанати прослуховували телефони учасників гурту TVXQ, вривалися до їхнього житла та отруїли учасника Юнхо, якому в результаті довелося робити промивання шлунку. Сасени також встановили камери на приватній автостоянці учасника гурту JYJ Ючона. У 2012 році аудіо, на якому Ючон і його колега по гурту Джеджун нібито кричать і б'ють фанаток, було завантажено в Інтернет. Учасники JYJ розповіли про цей інцидент на прес-конференції. Ючон сказав, що сасени стежили за ними вісім років, оскільки до того вони були у TVXQ, і що постійне стеження «відчувалося як в'язниця». Учасник гурту Джунсу сказав, що сасен-фанати прослуховували його приватні телефонні розмови, встановлювали GPS-трекери на автомобілях гурту та проникали на їхню приватну власність. Джеджун вибачився за те, що накинувся на фанатів. У 2018 році було завантажено відео, на якому Чанмін, учасник TVXQ, тягне та викидає сасена зі свого таксі.

### Автомобільні аварії
Було кілька автомобільних аварій за участю корейських айдолів, за якими стежили сасен-фанати. У 2011 році двоє учасників гурту Super Junior потрапили в зіткнення шести автомобілів після того, як їх переслідували вісім машин фанатів у Сінгапурі. Учасники гурту, Ітик і Хічоль, не постраждали, але Хічоль пізніше написав у Твіттері, що він усе ще відчуває наслідки аварії та боїться керувати автомобілем. У 2013 році Синрі, колишній учасник гурту Big Bang, отримав легкі травми в автомобільній аварії в Шанхаї через сасен-фаната. У 2015 році Чхан Йоль з гурту EXO написав у Weibo, що під час візиту до Шанхаю за ним постійно стежили 20 автомобілів фанатів. У 2016 році Джексон з GOT7 отримав незначні травми в аварії по дорозі в аеропорт у Китаї, через фаната, що пильно стежив за його автомобілем.

### Вторгнення в будинок
Айдоли, зокрема Чон Йон Хва з CNBlue, Зіко з Block B, Джуно з 2PM і Лей з EXO, повідомляли про випадки, коли сасен-фанати стежили за ними додому або намагалися проникнути в їхні будинки. У 2014 році фанат незаконно проник в будинок співака Со Тайдзі, і був знайдений сидячим в машині співака, коли прибула поліція. Со не висунув звинувачень фанату, який зізнався, що іноді «ховався» біля будинку співака.

### Письмо кров'ю
У листопаді 2009 року фанатка Ок Текьона з гурту 2PM, опублікувала написи кров'ю, яка, як пізніше з'ясувалося, була менструальною кров'ю, як доказ своєї прихильності. Ця нав'язлива поведінка по відношенню до знаменитості призвела до критики її дій, в тому числі з боку інших шанувальників 2PM.
У грудні 2009 року одержима фанатка Лі Джуна з гурту MBLAQ (справжнє ім'я Лі Чансун) написала і опублікувала у соціальних мережах повідомлення, написане кров'ю. У повідомленні було написано: «Не забувай мене, Лі Чансун. У мене є тільки ти. Я люблю тебе». У своєму підписі вона послалася на інцидент з написами кров'ю для 2PM як на поштовх і мотив для свого вчинку, написавши у своєму підписі: «Що це за кров'яний напис фаната Ок Текьона. Менструація така огидна. Я покажу, що таке справжній кров'яний напис».
У січні 2010 року одержима фанатка гурту Wonder Girls порізала собі зап'ястя і власною кров'ю написала «Повертайтеся, Wonder Girls». Вона опублікувала фото свого обличчя, напівприкритого рукою, на якому видно кров і шрам на зап'ясті.

## Відгуки ідолів і компаній

### Ідоли
У липні 2018 року в інтерв'ю Брайан, учасник R&B-дуету Fly to the Sky, заявив, що пакунки були доставлені на його особисту адресу, і що він переживає не лише за себе, а й за свою сім'ю, яка також зазнає переслідувань. Він сказав: «Я хочу знати, чому ця людина залишає такі погані коментарі, і я хочу, щоб вони припинили». Інші індивідуальні відповіді включають Марка та Яндже з GOT7, Лея з EXO та Ейлі, усі вони дорікали сасенам за те, що вони слідують за ідолами, заповнюють телефони ідолів дзвінками та повідомленнямі, знімають небажані відео та фотографують ідолів.
У квітні 2016 року учасниця гурту Girls' Generation Тейон поскаржилася на постійні дзвінки від незнайомців. Вона опублікувала в Instagram скріншоти пропущених дзвінків від незнайомців, сказавши: «Просто дайте мені поспати» і «Це зовсім не допомагає нам обом».
У квітні 2016 року учасник SHINee Кі опублікував в Instagram фотографію групового чату KakaoTalk, повного іноземних фанів. Він заявив, що йому було важко через кількість запрошень до чату та пропущених дзвінків від сасен-фанатів, і звернувся до них зі словами: «Ви не можете називати себе фанатом» і «Це справді образливо і нестерпно».

### Ідол-гурти
У 2013 році учасники гурту Exo спільно висловили своє розчарування та відзначили несправедливе ставлення до «нормальних» фанатів, яких часто приймають за сасенів. Сухо закликав сасен-фанатів припинити таку поведінку, якщо вони справді піклуються про гурт.

### Розважальні компанії
Розважальні компанії також звернули увагу на сасенів та їхню діяльність. Swing Entertainment, компанія гурту Wanna One, звинуватила сасен-фанатів у тому, що вони викликали стрес у учасників під час туру в 2018 році. Агентство дівочого гурту Dreamcatcher, Happy Face Entertainment, повідомило сасенам, які чекали учасниць на запланованих зустрічах і таємно фотографували та знімали відео, щоб вони припинили таку поведінку. У відомстві заявили, що ці дії порушили конфіденційність учасниць.

### Вплив на ідолів
Дії сасенів можуть мати психологічний вплив на деяких ідолів. Діо, учасник гурту Exo, сказав в інтерв'ю, що через сасен-фанатів у нього розвинувся «менталітет жертви», і це сильно вплинуло на його публічні виступи та діяльність. У 2016 році Хічоль із Super Junior сказав про почуття параної та травму, яку завдали йому дії деяких сасенів.

## Юридична відповідь
У багатьох країнах діють закони, які обмежують поведінку, характерну для сасен-фанатів. У 1990 році у штаті Каліфорнія, США, було прийнято перший закон проти сталкінгу. Закони відрізняються від штату до штату, але в усіх штатах є закони проти переслідування. У Німеччині стаття 238 Кримінального кодексу передбачає кримінальні санкції за переслідування з 2007 року, і правовий захист був посилений із набранням чинності Законом про покращення захисту від переслідування в 2017 році. В Японії діє низка законів, які охоплюють різні аспекти переслідування знаменитостей. Наприклад, очікування перед будинком чи офісом, стеження, прослуховування телефонних розмов і повторні вимоги щодо стосунків тягнуть за собою покарання у вигляді 1 року позбавлення волі або штрафу в розмірі одного мільйона єн. Японія також ухвалила закони, які забороняють безперервний обмін повідомленнями, зокрема в соціальних мережах.
Незважаючи на те, що активність сасенів викликала труднощі у K-pop знаменитостей з 1990-х років, протягом багатьох років у Кореї не було спеціальних законів, які б запобігали або карали переслідування знаменитостей. Інцидент із сасен-фанатами, пов'язаний із головним вокалістом гурту Sanulrim, Кімом Чхан Ваном, змусив уряд діяти. Кім Чхан Ван переслідувався одним із його фанатів більше 10 років, і зрештою він звинуватив фаната у переслідуванні. Відсидівши 1 рік ув'язнення, фанат знову почав переслідувати співака, зрештою напав на нього і зламав йому ніс. У 2011 році до закону було внесено поправки, які включають злочин «постійне домагання» або переслідування.
Цей пункт, доданий до Закону Південної Кореї про дрібні правопорушення в лютому 2011 року, був спрямований на захист айдолів від надмірно завзятих шанувальників. Того ж року південнокорейське урядове агентство Korea Creative Content Agency, як повідомляється, заснувало центр підтримки для знаменитостей, щоб пропонувати консультаційні послуги, «щоб позбавити [знаменитостей] будь-якого психологічного стресу».
Закон про дрібні правопорушення було переглянуто в березні 2013 року, щоб накласти штраф у розмірі 80 000 вон (приблизно 72 долари США на той час) за засудження за переслідування. Підвищене занепокоєння та збільшення кількості жертв переслідування призвели до введення нового законопроекту Південної Кореї в лютому 2016 року про збільшення максимального покарання за переслідування до 20 мільйонів вон (приблизно 17 000 доларів США на той час) і двох років ув'язнення.
22 лютого 2018 року відбулася національна координаційна нарада. На цьому засіданні уряд оголосив про плани завершити деталі заходів із запобігання переслідуванню та насильству на побаченнях і покарань у першій половині того ж року, а також уточнити визначення злочину переслідування та його типів. У ньому сказано, що покарання за переслідування стануть суворішими, з більшими штрафами та тюремним ув'язненням. Ці заходи повинні були застосовуватися у випадках переслідування знаменитостей, визнаючи, що корейські знаменитості страждають від багатьох форм жорстокого поводження, як фізичного, так і психічного, в результаті дій сасен фанатів.

## У масовій культурі
Телевізійний серіал «Відповідь 1997», який розповідає про події корейської масової культури 1990-х років, розповідає про зростання одержимості фанатів знаменитостями. Оскільки можливості для шанувальників спілкуватися зі знаменитостями були обмежені, люди вирішили стати «Sukso фанатами» або сасенами, які залишаються поза домом знаменитості всю ніч, поки не побачать свого кумира. Ці фанати встановили для себе правила, що забороняють вторгатися в будинок, змушувати знаменитостей виходити або фотографувати їх..

### Приклади
Крім того, деякі персонажі поводяться таким чином у багатьох вебтунах, аніме, серіалах та інших медіа, зокрема:
- All About Lily Chou-Chou
- Fashion King
- Lookism
- Труднощі перекладу
- Mask Girl
- Мізері
- Oshi no Ko
- Perfect Blue
- So I Married an Anti-fan
- Справжня краса